# Blücherdenkmal Weisel
Das Blücherdenkmal im rheinland-pfälzischen Weisel erinnert an die Rheinüberquerung der Schlesischen Armee unter Gebhard Leberecht von Blücher im Rahmen der Befreiungskriege.

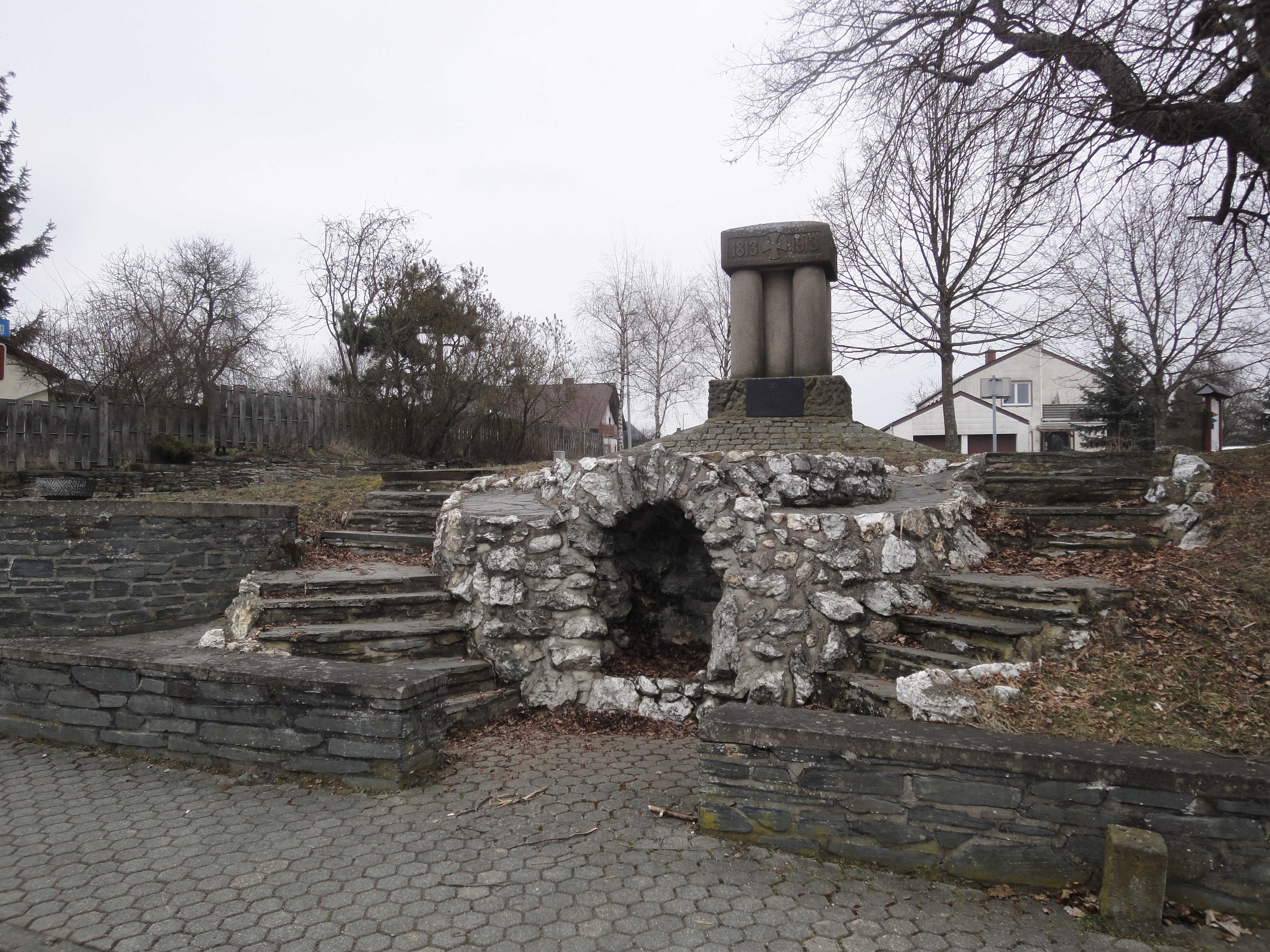
Das Denkmal

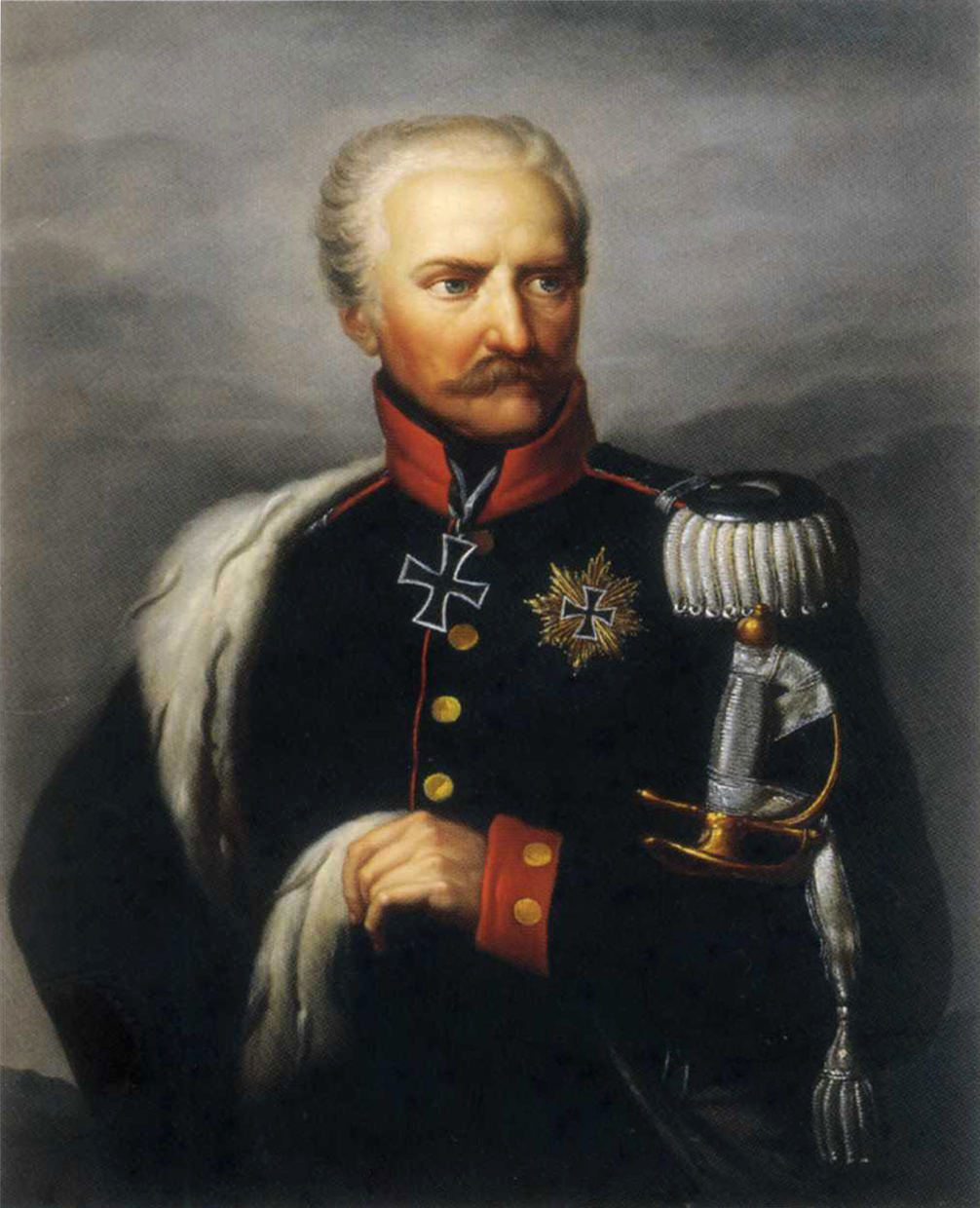
Gebhard Leberecht von Blücher

Das Zentrum der Armee mit Blücher und den Korps Yorck und Langeron war im Raum Kaub auf dem Taunus gesammelt. In der Silvesternacht 1813/14 setzten die Vorhut und erste Truppen in Nachen über den Rhein. Teile der Truppen lagen direkt bei Weisel, dessen Einwohner zum einen durch Plünderungen, zum anderen durch eingeschlepptes Fleckfieber, an dessen Folgen mindestens 70 Bewohner nach dem Truppenaufmarsch verstarben, in Mitleidenschaft gezogen wurden.
100 Jahre später, im Jahr 1913, gründete sich in Weisel ein Denkmalausschuss. Es wurde beschlossen, ein Denkmal zu errichten, welches einerseits an die Verdienste Blüchers beim Sieg über Napoleon erinnern sollte, aber auch ein Gedenken an die Opfer in der Bevölkerung darstellen sollte. Nach Sammlung entsprechender Gelder in der Gemeinde begann der Weiseler Steinmetz Johannes Sipp (1857–1923) mit dem Aufbau.
Die Einweihung des Denkmals erfolgte am 14. September 1914, sechs Wochen nach Eintritt des Deutschen Kaiserreichs in den Ersten Weltkrieg.